# Jordanka Iwanowa
Jordanka Iwanowa (bulgarisch Йорданка Иванова, englisch Yordanka Ivanova; * 25. Februar 1950 in Plewen als Jordanka Filipowa bulgarisch Филипова) ist eine ehemalige bulgarische Leichtathletin, die sich auf den Sprint und Hürdenlauf spezialisiert hatte.

## Sportliche Laufbahn
Erste internationale Erfahrungen sammelte Jordanka Iwanowa vermutlich im Jahr 1974, als sie bei den Halleneuropameisterschaften in Göteborg mit der bulgarischen 4-mal-392-Meter-Staffel in 3:39,21 min gemeinsam mit Liljana Tomowa, Sonja Sachariewa und Tonka Petrowa die Silbermedaille hinter dem schwedischen Team gewann. Im selben Jahr gewann sie bei den Balkanspielen in Sofia mit der 4-mal-400-Meter-Staffel in 3:37,26 min die Silbermedaille hinter dem rumänischen Team. Im Jahr darauf belegte sie bei den Halleneuropameisterschaften in Katowice mit der 4-mal-320-Meter-Staffel in 2:56,4 min den vierten Platz und sicherte sich zudem bei den Balkanspielen in Bukarest in 3:38,59 min erneut die Silbermedaille in der 4-mal-400-Meter-Staffel hinter dem rumänischen Team. 1976 gewann sie bei den Balkanspielen in Celje in 51,41 s die Silbermedaille im 400-Meter-Lauf hinter Jelica Pavličić aus Jugoslawien und sicherte sich mit der Staffel in 3:35,32 min zum dritten Mal die Silbermedaille hinter Rumänien. Anschließend nahm sie im Staffelbewerb an den Olympischen Sommerspielen in Montreal teil und schied dort mit 3:31,08 min im Vorlauf aus. 1978 siegte sie in 56,68 s im 400-Meter-Hürdenlauf bei den Balkanspielen in Thessaloniki und sicherte sich in 53,53 s die Bronzemedaille über 400 Meter hinter den Rumäninnen Elena Tărîţă und Mariana Suman. Zudem gewann sie mit der Staffel in 3:35,17 min die Silbermedaille hinter Rumänien.
1976 wurde Iwanowa bulgarische Meisterin im 200-Meter-Lauf und 1978 über 400 m Hürden.